# Carea parallelaria
Carea parallelaria är en fjärilsart som beskrevs av Bethune-Baker 1906. Carea parallelaria ingår i släktet Carea och familjen trågspinnare. Inga underarter finns listade i Catalogue of Life.